# Regina de Cupă (Alice în Țara Minunilor)
Regina de Cupă este un personaj fictiv din cartea Alice în Țara Minunilor a scriitorului Lewis Carroll, unde este principalul antagonist. Personajul este un monarh cu un temperament furios, pe care Carroll însuși îl descrie ca fiind de „o furie oarbă” și care îi condamnă rapid pe supuși la pedeapsa cu moartea pentru cea mai mică supărare. Una din cele mai faimoase replici ale Reginei este „Tăiați-le capul!”
Regina este prezentată ca având aspectul unei cărți dintr-un pachet de cărți de joc, dar este deopotrivă capabilă să vorbească și este conducătoarea tărâmului din poveste, alături de micuțul ei soț, Regele de Cupă. Ea este adesea confundată cu Regina Roșie din continuarea Alice în Țara Oglinzilor, deși cele două sunt foarte diferite.

## Privire de ansamblu
Alice observă trei cărți de joc vopsind trandafirii albi în roșu. Ei se aruncă cu fața la pământ la apropierea Reginei de Cupă, pe care Alice nu a întâlnit-o niciodată. Când Regina sosește și o întreabă pe Alice cine sunt cei întinși pe jos (din moment ce partea din spate a tuturor cărților de joc este identică), Alice îi spune că nu știe. Regina se înfurie atunci și poruncește să-i fi retezat capul. Ea este împiedicată de soțul ei blând, care-i amintește că Alice este doar un copil. Cartea o prezintă astfel:
Toate problemele Reginei, mai mari sau mai mici, nu puteau fi rezolvate decât într-un singur fel. - Tăiați-i capul! strigă ea, fără să privească măcar.
Unul dintre hobby-urile Reginei - pe lângă ordonarea execuțiilor - este crochetul; este vorba de un crochet specific Țării Minunilor, în care bilele sunt arici vii și ciocanele niște păsări flamingo. Scopul jocului este ca ciocurile ciudate ale păsărilor să lovească aricii, dar, după cum observă Alice, jocul însuși este îngreunat de faptul că acestea se răsucesc înapoi pentru a se uita la jucători, precum și de tendința ariciului de a fugi fără a aștepta să fie lovit. Soldații Reginei îndeplinesc rolul de arcuri și porți pe terenurile de crochet, dar trebuie să plece de fiecare dată când Regina apelează la călău, astfel încât, până la sfârșitul jocului, singurii jucători care rămân sunt Regina, Regele și Alice.
În ciuda frecvenței condamnărilor la moarte, s-ar părea că puțini oameni sunt de fapt decapitați, căci Regele de Cupă îi iartă în liniște pe mulți dintre supușii lui atunci când Regina nu se uită, iar soldații ei o aprobă, dar nu-i îndeplinesc ordinele. Grifonul îi spune lui Alice: „Așa-și închipuie ea, dar de executat nu se execută nici o execuție, dacă vrei să știi”. Cu toate acestea, toate creaturile din Țara Minunilor se tem de Regină. În capitolele finale, Regina o condamnă din nou pe Alice (pentru apărarea Valetului de Cupă) și oferă o abordare bizară a justiției: sentință înainte de verdict.

## Origini
Regina este considerată de unii a fi o caricatură a reginei Victoria, cu elemente reale astfel că Dodgson a crezut că ar fi ușor de recunoscut de către părinții care citeau povestea pentru copii, dar, în același timp, destul de fantastice pentru a o face de nerecunoscut pentru copii. Referința este explicită în versiunea de televiziune din 1966 a lui Jonathan Miller în care ea și Regele de Cupă sunt portretizați fără nici o încercare de fantezie sau deghizare, ci cu adevărata lor personalitate.
Regina poate fi, de asemenea, o trimitere la regina Margareta din Casa de Lancaster. În timpul Războiului celor Două Roze, un trandafir roșu era simbolul Casei de Lancaster. Rivala ei, Casa de York, avea ca simbol un trandafir alb. Vopsirea de către grădinari a trandafirilor albi în culoarea roșie poate fi o referire la aceste două case.

## Ilustrații

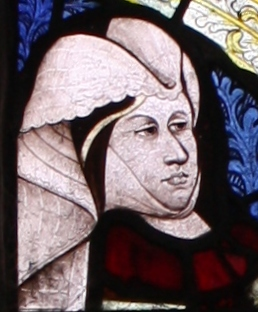
Imaginea lui Elizabeth de Mowbray, Ducesă de Norfolk, care a inspirat ilustrațiile originale ale Reginei de Cupă.

După ce a încercat fără succes să ilustreze el însuși cartea Alice în Țara Minunilor, Lewis Carroll a fost convins să angajeze un artist profesionist pentru a realiza ilustrațiile. El a apelat la caricaturistul John Tenniel, care era cunoscut pentru contribuțiile regulate la revista satirică Punch, care apărea în epocă. Sursa de inspirație a lui Tenniel pentru Regina de Cupă a fost o imagine a lui Elizabeth de Mowbray, Ducesă de Norfolk de pe unul din vitraliile medievale de la Biserica Sfânta Treime din Long Melford, Suffolk.
Ilustrațiile cărților cu Alice au fost gravate pe blocuri de lemn pentru a fi imprimate în procesul de tipărire. Blocurile originale de lemn se află acum în colecția Bibliotecii Bodleiene din Oxford, Anglia. Ele nu sunt, de obicei, prezente publicului, dar au fost expuse în anul 2003.

## Confuzia cu Regina Roșie
Ea este frecvent confundată cu Regina Roșie din continuarea poveștii, Alice în Țara Oglinzilor, dar, în realitate, nu are niciuna dintre trăsăturile ei, în afară de cea de a fi regină. Într-adevăr, Carroll, în timpul vieții sale, a făcut distincție între cele două Regine, spunând:
| “                                        | Mi-am imaginat Regina de Cupă ca un fel de întruchipare a pasiunii neguvernabile - o Furie oarbă și fără țintă. Regina Roșie am reprezentat-o ca o Furie, dar de alt tip; pasiunea ei trebuie să fie rece și calmă - ea trebuie să fie formală și strictă, dar nu antipatică; pedantă până la gradul 10, esență concentrată a tuturor guvernanților! | ” |
| — Lewis Carroll, în „Alice on the Stage” | |   |

Filmul animat Alice în Țara Minunilor (1951) perpetuează confuzia de lungă durată între Regina Roșie și Regina de Cupă. În film, Regina de Cupă rostește multe dintre replicile Reginei Roșii, cea mai cunoscută fiind că „toate drumurile de aici îmi aparțin”. Ambele personaje spun asta pentru a-și sugera importanța și aroganța, dar în cazul Reginei Roșii ea are o dublă semnificație, deoarece statutul ei de regină în jocul de șah înseamnă că se poate deplasa în orice direcție dorește. Personajele sunt confundate și în adaptarea American McGee's Alice a cărților. 

## Adaptări

### Alte variante și adaptări
- În diverse versiuni de film și televiziune ale romanului,[3] Regina a fost interpretată de May Robson, Ronald Lang, Zsa Zsa Gabor, Eve Arden, Jayne Meadows și, în filmul de televiziune Alice în Țara Minunilor (1999), de Miranda Richardson, a cărei portretizare amintește mult de rolul ei ca răsfățata Queenie din Blackadder.
- Într-un episod din Magicienii din Waverly Place care parodiază romanul, Alex Russo se află la tribunal și conversează inteligent cu Regina de Cupă (interpretată de Theresa Russo).
- În serialul Disney Channel Adventures in Wonderland (1991), Regina a fost interpretată de Armelia McQueen. Ea apare ca o conducătoare supărăcioasă și copilăroasă, dar în esență binevoitoare. Ea a fost numită, alternativ, „Regina de Cupă” și „Regina Roșie” pe parcursul serialului.
- În Sandra the Fairytale Detective, numele ei este Theressa.
- În serialul Pandora Hearts apare un personaj pe nume Miranda Barma care va deveni mai târziu Demios Călăul, fiind poreclită, de asemenea, Regina de Cupă pentru că are o obsesie similară față de tăierea capetelor.
- Regina este unul dintre personajele introduse de Gwen Stefani în videoclipul tematic Țara Minunilor What You Waiting For?. Ea poartă o rochie roșie și o coroană care amintește de Coroana Imperială din Bijuteriile Coroanei Britanice. Regina rătăcește printr-o grădină populată cu păsări flamingo și o împinge pe Alice (interpretată tot de Stefani) într-o piscină din propriile ei lacrimi.
- Regina de Cupă apare în opera Alice în Țara Minunilor (2007) a lui Unsuk Chin; rolul a fost creat pentru Dame Gwyneth Jones.
- Regina este un personaj important în baletul Aventurile lui Alice în Țara Minunilor (2011) al lui Christopher Wheeldon, creat pentru Baletul Regal. Rolul a fost creat pentru dansatoarea principală Zenaida Yanowsky[4] și include o parodie hilară a Rose Adagio din baletul Frumoasa din pădurea adormită.
- Regina a apărut pentru scurt timp în timpul ceremoniei de deschidere a Jocurilor Olimpice de Vară din 2012 de la Londra într-un segment dedicat personajelor malefice din literatura britanică pentru copii.
- În romanul Heartless (2016) al Marissei Meyer se spune că ea era o fată tânără care dorea să devină brutăriță, dar cursul vieții ei a fost schimbat de cererea ei în căsătorie de către Regele de Cupă.[5]
- Regina de Cupă apare în episodul 12 („And the Broken Staff”) al serialului Bibliotecarii. Ea este adusă la viață de către vrăjitorul Prospero ca o distragere a atenției pentru bibliotecari, dar este păcălită ulterior să-și atace propria ei reflexie, transformând-o într-un pachet de cărți de joc (reflectând încheierea povestirii originale).